# Лодзька архідієцезія

Поділ лодзької архідієцезії на деканати

Лодзька архідієцезія — одна з 14 архідієцезій римо-католицької церкви в Польщі. Утворена 1920 року як дієцезія, підпорядкована безпосередньо апостольській столиці, 1992 буллою папи Івана Павла ІІ піднесена у ранг архідієцезії.
Архідієцезія обіймає площу 5 200 км², налічує 212 парафій і майже півтора мільйони вірних. Кафедральним храмом архідієцезії є Базиліка святого Станіслава Костки в Лодзі.